# Népek Evangelizációjának Kongregációja
A Népek Evangelizációjának Kongregációja (latinul: Congregatio pro Gentium Evangelizatione), régebbi nevén Hitterjesztési Kongregáció a Római Kúria egyik hivatala (dikasztériuma) volt, amely elsősorban a katolikus hit terjesztését felügyelte.

## Története
Francisco de Borja 1568-ban kérte V. Szixtusz pápát, hogy a hitterjesztés céljára kongregációt alapítson. Már korábban V. Piusz pápa és utódja XIII. Gergely pápa pápai bizottságot állított fel abból a célból, hogy Kelet-, és Nyugat-Indiai missziók, illetve az európai protestáns térnyerés problémáit kezelje. Végül VIII. Kelemen pápa erre a célra külön kongregációt alapított, 1599-ben, de ez pár éven belül megszűnt.
XV. Gergely pápa 1622. június 22-én kelt Inscrutabili kezdetű apostoli konstitúciójával újraalapította Sancta Congregatio de Propaganda Fide néven, s feladataként adta a hitterjesztés feladatát az egész világon. A kongregáció neve annyira közfogalommá vált, hogy ebből eredeztetjük a propaganda szót.
1917. május 1-jei hatállyal leválasztották róla a Keleti Egyházak Kongregációját.
A Hitterjesztési Kongregáció utolsó jelentős változtatása II. János Pál pápához kötődik, aki a kongregáció nevét Népek Evangelizációjának Kongregációjára változtatta 1988-ban.
2022. május 5-ével megszűnt. Evangelizációs Dikasztérium néven összevonták az Új Evangelizáció Pápai Tanácsával.

## Feladata
Feladata az egész földön a hitterjesztés feladatainak koordinálása volt, azzal a kitétellel, hogy ebben a Keleti Egyházak Kongregációjának joghatóságát figyelembe kellett vennie.
Kifejezetten fontos feladatköre volt a modern lelkipásztorkodás módszerének kidolgozása, a missziós pasztorációval kapcsolatos kutatásokat végzett. Területi illetékesség szerint lényeges, hogy az adott terület már egyházilag bevett, rendes egyházszervezettel rendelkező terület, vagy pedig missziós terület-e. A missziós területeken feladata közé tartozott a teljes egyházi szervezet koordinálása, még abban az esetben is, ha az máshol más kongregáció feladatköre lenne. Ilyen például a missziós területeken lévő püspöki kinevezések, melyek máshol a Püspöki Kongregáció feladatköre. Ugyanígy joghatósága volt a missziós területeken található szerzetesek felett.
A Népek Evangelizációjának Kongregációjának volt alárendelve a Pápai Missziós Művek.

## Pápai Missziós Művek
A Pápai Missziós Művek a Népek Evangelizációjának Kongregációjának ellenőrzése alatt működő magánkezdeményezésből született egyesületek a missziók támogatására. 1922-ben és 1956-ban nyertek pápai jóváhagyást, majd 1980-ban véglegesült szabályzatuk.
Szervezeteik:
- Hitterjesztés Pápai Műve
- Szent Péterről nevezett Pápai Missziós Mű
- Szent Gyermekség Missziós Műve
- Papok és Szerzetesek Pápai Missziós Egyesülete

## Vezetése
| Fénykép | Név, beosztás                              | Országa        | Kinevezés dátuma     |
| ------- | ------------------------------------------ | -------------- | -------------------- |
|         | Luis Antonio Gokim Tagle bíboros prefektus | Fülöp-szigetek | 2019. december 8.    |
|         | Protase Rugambwa érsek titkár              | Tanzánia       | 2017. november 9.    |
|         | Giovanni Pietro Dal Toso érsek segédtitkár | Olaszország    | 2017. november 9.    |
|         | Ryszard Szmydki O.M.I. segédtitkár         | Lengyelország  | 2017. szeptember 28. |

## Korábbi prefektusai
- Ludovico Ludovisi (1622-1632)
- Antonio Barberini O.S.Io.Hieros. (1632-1645)
- Luigi Capponi (1645-1659)
- Carlo Barberini (1698-1704)
- Silvio Valenti Gonzaga (1747-1756)
- Giuseppe Spinelli (1756-1763)
- Giuseppe Maria Castelli (1763-1780)
- Leonardo Antonelli (1780-1784)
- Hyacinthe-Sigismond Gerdil, B. (1795-1802)
- Stefano Borgia (1798-1800)
- Michele Di Pietro (1805-1814)
- Lorenzo Litta (1814-1818)
- Francesco Luigi Fontana, B. (1818-1822)
- Giovanni Battista Quarantotti (1820-1820)
- Ercole Consalvi (1822-1824)
- Giulio Maria della Somaglia (1824-1826)
- Bartolomeo Alberto (Mauro) Cappellari O.S.B. (1826-1831) - XVI. Gergely pápa néven pápává választották
- Carlo Maria Pedicini (1831-1834)
- Giacomo Filippo Fransoni (1834-1856)
- Alessando Barnabó (1856-1868)
- Alessandro Franchi (1874-1878)
- Giovanni Simeoni (1878-1892)
- Mieczyslaw Halka Ledóchowski (1892-1902)
- Girolamo Maria Gotti O.C.D. (1902-1916)
- Domenico Serafini O.S.B. (1916-1918)
- Willem Marinus van Rossum C.SS.R. (1918-1932)
- Pietro Fumasoni Biondi (1933-1960)
- Samuel Alphonsus Stritch (1958-1958)
- Grégoire-Pierre XV (François) Agagianian (1958-1970)
- Agnelo Rossi (1970-1984)
- Dermot J. Ryan (1984-1985)
- Jozef Tomko (1985-2001)
- Crescenzio Sepe (2001-2006)
- Ivan Dias (2006-2011)
- Fernando Filoni (2011 - 2019)